# DOT nyelv
A DOT egy szöveges gráfleíró nyelv. Gráfoknak olyan egyszerű leírását adja, amely emberek és számítógépek által egyaránt olvasható. A DOT nyelvű fájlok általában .gv (vagy .dot) kiterjesztésűek. Mivel a .dot kiterjesztést a Microsoft Office is használja, szerencsésebb a .gv kiterjesztés választása.
A DOT fájlokat számos programmal feldolgozhatjuk. Egy részük - például dot, neato, twopi, circo, fdp és sfdp - a beolvasott DOT fájlt grafikus formában jeleníti meg. Mások - például gvpr, gc, accyclic, ccomps, sccmap és tred - a beolvasott DOT fájlon számításokat végeznek. Megint mások - például GVedit, KGraphEditor, lefty, dotty és grappa - interaktív felhasználói felületet biztosítanak. A felsorolt programok legtöbbje a Graphviz szoftvercsomag része, vagy azt használja a háttérben.

## Szintaxis

### Gráftípusok

#### Irányítatlan gráfok

Irányítatlan gráf

A DOT nyelv legegyszerűbb felhasználása irányítatlan gráfok leírása. Irányítatlan gráffal objektumok közötti egyszerű relációkat fejezhetünk ki, például emberek közötti barátsági kapcsolatokat. Új gráf kezdetének jelölésére a graph kulcsszót használjuk. Ezt követik a gráf csúcsai kapcsos zárójelek között. A csúcsok közötti kettős kötőjel (‑‑) jelöli az éleket.
```
 
graph
 
graf_neve
 
{

     
a
 
--
 
b
 
--
 
c
;

     
b
 
--
 
d
;

 
}

```

#### Irányított gráfok

Irányított gráf

Az irányítatlan gráfokhoz hasonlóan DOT nyelven irányított gráfokat, például folyamatábrákat, függőségi fákat is felírhatunk. Az irányított gráfokat a digraph kulcsszó, csúcsai közötti éleket nyíl (->) jelöli.
```
 
digraph
 
graf_neve
 
{

     
a
 
->
 
b
 
->
 
c
;

     
b
 
->
 
d
;

 
}

```

### Tulajdonságok

Gráfábrázolás tulajdonságok megadásával

A DOT fájlok a gráfokra, csúcsokra és az élekre vonatkozó tulajdonságok előírását is tartalmazhatják. 

A tulajdonságok megadásával állíthatjuk be az objektumok színét, alakját, vonalstílusát. A csúcsok és élek esetében szögletes zárójelben ([]) kulcs-érték párokat írhatunk a kifejezések után, a pontosvessző elé. A teljes gráfra vonatkozó tulajdonságok a gráf nyitójele után sima kulcs-érték párokként szerepelnek. Több egymást követő tulajdonságot vesszővel és szóközzel választunk el egymástól. A csúcsok tulajdonságait olyan kifejezéssel adhatjuk meg, amelyek csak a csúcs nevét tartalmazzák, élkapcsolatokat nem.
```
 
graph
 
graf_neve
 
{

     
// Ez az egész gráfra vonatkozó tulajdonság: minden rajta lévő objektum méretét állítja

     
size
=
"1,1"
;

     
// A label tulajdonság itt egy csúcs címkéjét adja meg

     
a
 
[
label
=
"Foo"
];

     
// A shape tulajdonsággal itt a csúcs alakját határozzuk meg (itt: box, téglalap)

     
b
 
[
shape
=
box
];

     
// Itt az élek vonalstílusát befolyásolja a color és a style tulajdonság

     
a
 
--
 
b
 
--
 
c
 
[
color
=
blue
];

     
b
 
--
 
d
 
[
style
=
dotted
];

 
}

```

## Példa

Egy irányított fagráf

Az alábbi példában előfordul teljes gráfra és egy vagy néhány csúcsra vonatkozó tulajdonságmegadás is.
```
digraph
 
fa_graf
 
{

    
node
 
[
shape
=
circle
 
label
=
""
]

    
{
 
node
 
[
style
=
filled
 
color
=
black
]
 
b
 
c
 
f
 
}

    
{
 
node
 
[
shape
=
doublecircle
 
style
=
filled
 
color
=
black
]
 
a
 
}

    
a
 
->
 
b
 
->
 
c
 
->
 
d

    
a
 
->
 
f
 
->
 
g

    
c
 
->
 
e

    
f
 
->
 
h

    
f
 
->
 
i

}

```

## Megjelenítő programok
DOT nyelven gráfokat definiálni lehet ugyan, de a megjelenítéshez nem nyújt segítséget. Erre több programot használhatunk:
- Graphviz - Gráfok manipulálásira és képi előállítására szolgáló könyvtárak és segédprogramok gyűjteménye
- Canviz - dot fájlokat renderelő JavaScript könyvtár
- Viz.js - dot fájlokat renderelő JavaScript könyvtár
- Grappa - Java csomagolókönyvtár a Graphviz könyvtárakhoz.
- INFormation CHanGe - Python és Google Cloud párosításon alapuló nézegető, amely DOT és Beluga nyelvű bemenetet fogad.
- Tulip - DOT fájlokat is tud importálni és analizálni.
- OmniGraffle - képes bizonyos DOT leírások importálására, amelyek a programban tovább szerkeszthetők. (Az eredményt viszont nem lehet DOT-ként elmenteni.)
- ZGRViewer - GraphViz/DOT megjelenítő.
- VizierFX - Flex gráfmegjelenítő könyvtár.
- Gephi - hálózatokat, komplex rendszereket, dinamikus és hierarchikus gráfokat interaktív módon megjelenítő és feltérképező platform.

## Lásd még
- Graphviz
- Gráf
- lisp2dot átalakító eszköz: Lisp (programozási nyelv)-szerű programfákat alakít DOT nyelvre. A mesterséges intelligencia területén a genetikus programozás módszeréhez használható.

## Fordítás
- Ez a szócikk részben vagy egészben  a   DOT_language című angol Wikipédia-szócikk ezen változatának fordításán alapul.  Az eredeti cikk szerkesztőit annak laptörténete sorolja fel. Ez a jelzés csupán a megfogalmazás eredetét és a szerzői jogokat jelzi, nem szolgál a cikkben szereplő információk forrásmegjelöléseként.